# Митрофановка (Туринський міський округ)
Митрофа́новка (рос. Митрофановка) — присілок у складі Туринського міського округу Свердловської області.
Населення — 10 осіб (2010, 13 у 2002).
Національний склад населення станом на 2002 рік: росіяни — 100 %.